# Sân vận động Mosaic
Sân vận động Mosaic (tiếng Anh: Mosaic Stadium) là một sân vận động ngoài trời ở Regina, Saskatchewan. Được công bố vào ngày 12 tháng 7 năm 2012, sân vận động đã thay thế Sân vận động Mosaic tại Taylor Field làm sân nhà của Saskatchewan Roughriders của Canadian Football League. Sân được thiết kế bởi HKS, Inc. và liên doanh với B+H, kiến trúc sư của kỷ lục. Việc xây dựng sơ bộ trên sân vận động mới bắt đầu vào đầu năm 2014 và sân được tuyên bố là "hoàn thành về cơ bản" vào ngày 31 tháng 8 năm 2016. Sân vận động thuộc sở hữu của thành phố Regina và được điều hành bởi Hiệp hội Triển lãm Regina (REAL).
Sân vận động đã được khánh thành bằng trận đấu bóng bầu dục đại học giữa Regina Rams và Saskatchewan Huskies vào ngày 1 tháng 10 năm 2016. Roughriders đã chuyển đến sân vận động cho mùa giải CFL 2017. Sân đã tổ chức NHL Heritage Classic 2019 và sẽ tổ chức Cúp Grey lần thứ 110 vào năm 2022.